# Xylocopa appendiculata
Xylocopa appendiculata là một loài Hymenoptera trong họ Apidae. Loài này được Smith mô tả khoa học năm 1852.

## Hình ảnh

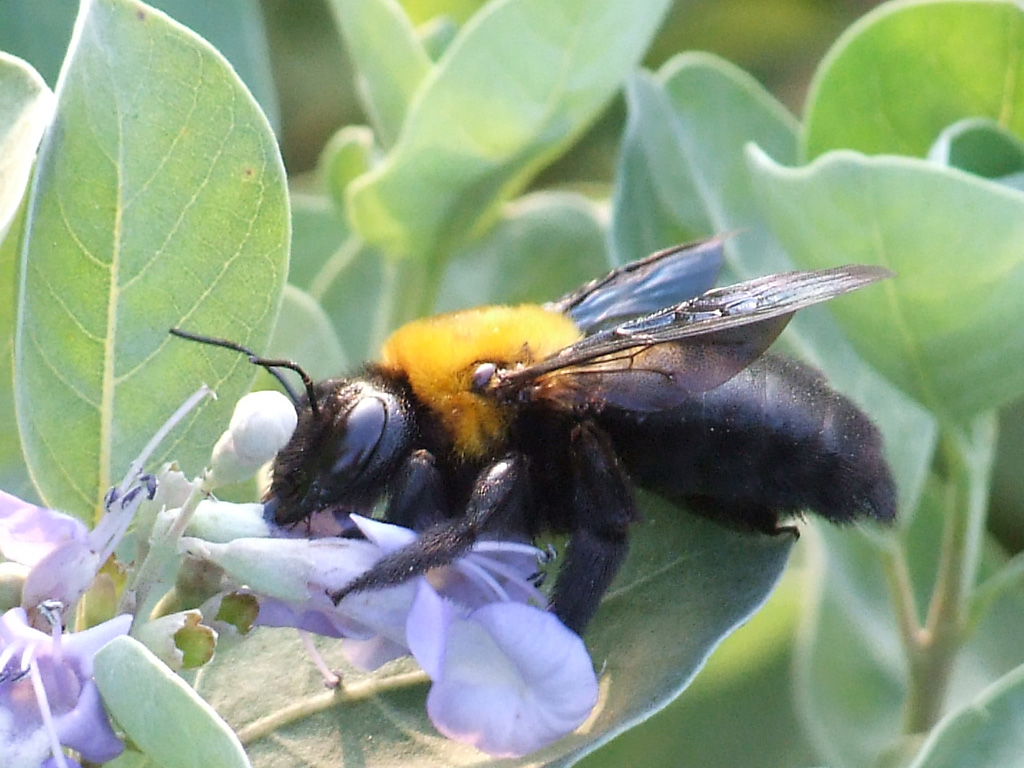

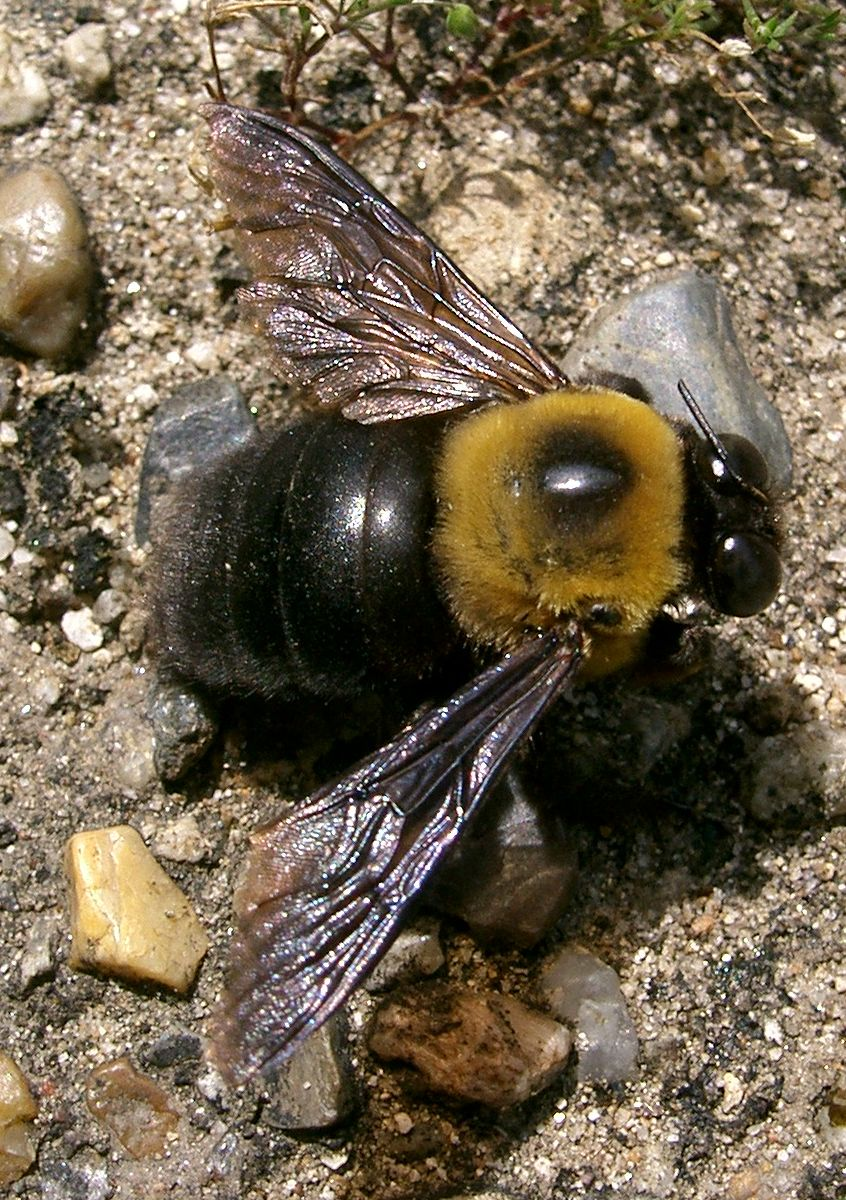